# Saidi Ntibazonkiza
Saidi Ntibazonkiza, né le 1er mai 1987 à Bujumbura, est un footballeur burundais. Il évolue au poste d'ailier aux Young Africans.

## Biographie
Ntibazonkiza commence sa carrière au Vital’O FC, le principal club du Burundi. Il arrive aux Pays-Bas en 2005, et signe au NEC Nimègue. Après avoir débuté avec les équipes de jeunes du club néerlandais, il intègre l'équipe première. Le 18 novembre 2006, Ntibazonkiza joue son premier match en Eredivisie contre le Sparta Rotterdam. Son contrat initial de quatre ans est prolongé jusqu'en 2012. 
En 2010, il est transféré au Cracovia en Pologne pour un montant estimé à 700 000 €. Après quatre ans en Pologne (dont une pratiquement blanche en 2012-2013, en deuxième division, où il ne joue qu'au mois de mai), il joue durant la saison 2014-2015 à l'Akhisar Belediyespor, en Turquie, avec lequel il résilie son contrat car il n'est pas payé.
Le 15 septembre 2015, libre de tout contrat, il s'engage pour une saison avec le Stade Malherbe de Caen, avec deux années supplémentaires en option,. Il devient le premier joueur burundais à évoluer en Ligue 1. Il dispute son premier match en Ligue 1 le 4 octobre 2015 contre l'AS Saint-Étienne. Après une première partie de saison où il ne joue quasiment pas (seulement quelques bouts de matchs), il profite du replacement de Vincent Bessat au poste de latéral gauche pour s'installer progressivement titulaire sur le côté gauche de l'attaque. Il inscrit son premier but le 21 février 2016 face au Stade rennais (1-0). Finalement, malgré ses bonnes prestations, une blessure le tient éloigné des terrains un mois et il n'est pas conservé par le club en fin de saison.
Avec l'équipe nationale du Burundi, il compte treize sélections et cinq buts entre octobre 2010 et mars 2015. Il dispute notamment plusieurs rencontres des qualifications à la Coupe d'Afrique des nations 2012.

## Carrière
| Saison                | Club                  | Championnat           | Championnat | Championnat | Coupe(s) nationale(s) | Coupe(s) nationale(s) | Compétition(s) continentale(s) | Compétition(s) continentale(s) | Compétition(s) continentale(s) | Burundi | Burundi | Total | Total |
| Saison                | Club                  | Division              | M.          | B.          | M.                    | B.                    | Comp.                          | M.                             | B.                             | M.      | B.      | M.    | B.    |
| 2003                  | Vital’O FC            | Primus League         | -           | -           | -                     | -                     | -                              | -                              | -                              | -       | -       | 0     | 0     |
| 2004                  | Vital’O FC            | Primus League         | -           | -           | -                     | -                     | -                              | -                              | -                              | -       | -       | 0     | 0     |
| 2005                  | Vital’O FC            | Primus League         | -           | -           | -                     | -                     | -                              | -                              | -                              | -       | -       | 0     | 0     |
| 2005-2006             | NEC Nimègue           | Eredivisie            | -           | -           | -                     | -                     | -                              | -                              | -                              | -       | -       | 0     | 0     |
| 2006-2007             | NEC Nimègue           | Eredivisie            | 7           | 0           | -                     | -                     | -                              | -                              | -                              | -       | -       | 7     | 0     |
| 2007-2008             | NEC Nimègue           | Eredivisie            | 6           | 0           | 1                     | 0                     | -                              | -                              | -                              | -       | -       | 7     | 0     |
| 2008-2009             | NEC Nimègue           | Eredivisie            | 28          | 5           | 1                     | 0                     | C3                             | 6                              | 0                              | -       | -       | 35    | 5     |
| 2009-2010             | NEC Nimègue           | Eredivisie            | 22          | 5           | 2                     | 0                     | -                              | -                              | -                              | -       | -       | 24    | 5     |
| Sous-total            | Sous-total            | Sous-total            | 63          | 10          | 4                     | 0                     | -                              | 6                              | 0                              | -       | -       | 73    | 10    |
| 2010-2011             | KS Cracovia           | Ekstraklasa           | 27          | 6           | 2                     | 0                     | -                              | -                              | -                              | 3       | 1       | 32    | 7     |
| 2011-2012             | KS Cracovia           | Ekstraklasa           | 21          | 3           | -                     | -                     | -                              | -                              | -                              | 6       | 0       | 27    | 3     |
| 2012-2013             | KS Cracovia           | I liga                | 5           | 0           | -                     | -                     | -                              | -                              | -                              | -       | -       | 5     | 0     |
| 2013-2014             | KS Cracovia           | Ekstraklasa           | 29          | 8           | 1                     | 0                     | -                              | -                              | -                              | 2       | 1       | 32    | 9     |
| Sous-total            | Sous-total            | Sous-total            | 82          | 17          | 3                     | 0                     | -                              | -                              | -                              | 11      | 1       | 96    | 18    |
| 2014-2015             | Akhisarspor           | Spor Toto Süper Lig   | 13          | 1           | 3                     | 1                     | -                              | -                              | -                              | 2       | 3       | 18    | 5     |
| 2015-2016             | SM Caen               | Ligue 1               | 14          | 1           | -                     | -                     | -                              | -                              | -                              | -       | -       | 14    | 1     |
| Total sur la carrière | Total sur la carrière | Total sur la carrière | 172         | 29          | 10                    | 1                     | -                              | 6                              | 0                              | 13      | 5       | 201   | 35    |